# Giovanna Fratellini
Giovanna Fratellini (27 d’octubre de 1666 – 18 d'abril de 1731) va ser una pintora barroca. Nascuda a Florència com a Giovanna Marmocchini Cortesi, filla de Giovanni Marmochini Cortesi i de Petronilla Ceccatelli, es canvià el cognom després del seu matrimoni amb Guiliano Fratellini, el 1685. Venia d'una bona família i va ser una de les dames de la cort de Vittoria della Rovere, la gran duquessa de Toscana, que no va escatimar recursos per a la seva formació, i arribà a tenir com a mestre Anton Domenico Gabbiani.

## Formació
Es va formar en la pintura i la música sota els auspicis ducals. Les seves obres consisteixen en pintures a l'oli, pastel, miniatures d'esmalt, entre d'altres. És coneguda sobretot pels seus retrats, però també va pintar faules, bacanals i temes històrics, com el quadre titulat Mort de Lucrècia. Després de formar-se en l'art de la pintura en miniatura amb el frare caputxí i pintor Ippolito Galantini (1627-1706) i en la tècnica de pastís amb Domenico Tempesti (c.1655- 1737), va passar a perfeccionar la seua técnica amb Anton Domenico Gabbiani, que va ser acceptat en l'Acadèmia de Disseny de Florència el 1706 i va arribar a ser-ne membre de ple el 1710.

## Retrats i encàrrecs
Les obres amb les quals va obtenir més prestigi van ser els retrats, àmbit en què va ser considerada el màxim exponent de l'elegància del segle xviii, representant el seu treball un model de refinament noble i virtuós. El retrat de Cecilia Pazzi (1720), que forma part de la seva sèrie de "dames joves”, presenta les joves de la noblesa en actituds característiques d'adults.

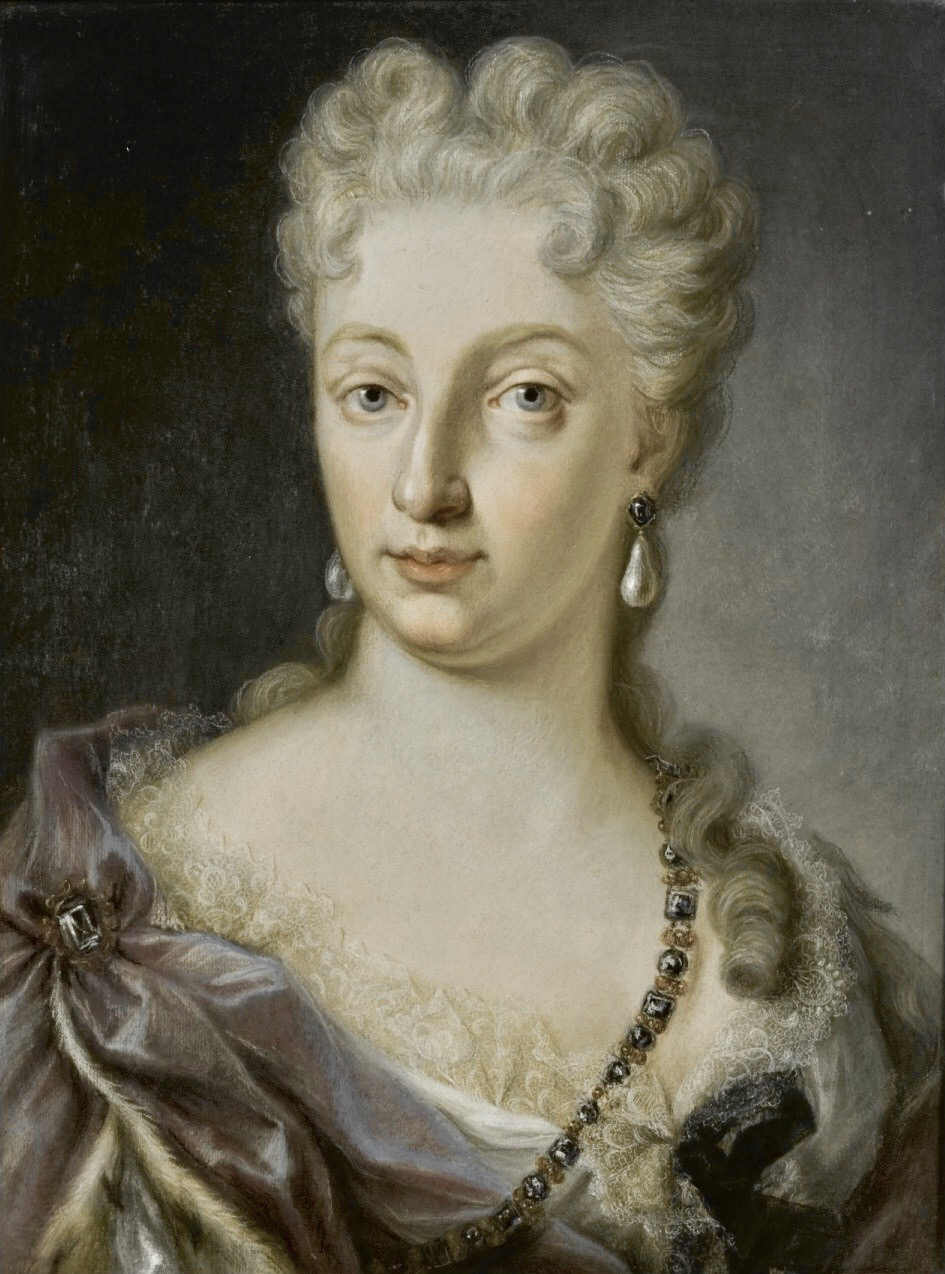
Retrat de Violant Beatrix

A més de retrats, Fratellini va fer també pintures religioses per a Cosme III de Mèdici. També va realitzar encàrrecs per al príncep Ferdinando, obres sobre història i peces mitològiques en pastel. Els seus encàrrecs van ser facturats i registrats, i consta que va arribar a rebre fins a 15 escuts per cada retrat acabat en pastel sobre paper. Violante Beatrix von Bayer, governadora de Siena i esposa del príncep hereu de Toscana Ferdinando de Mèdici, li va encarregar retratar moltes de les dames de la cort.
Violante Beatrix va enviar Fratellini a Bolonya per retratar María Clementina Sobieska, esposa de l'exiliat James Francis Edward Stuart, que després va encarregar retrats dels seus fills. Després de la seva estada a Bolonya, va viatjar a Venècia per retratar la cunyada de Violante Beatrix, Teresa Kunigunda Sobieska (1676-1730) i la tia de Maria Klementyna.
Fratellini és comparada amb freqüència amb la pintora veneciana Rosalba Carriera (1675-1757), a qui va conèixer durant la seva estada a Venècia, i per qui va sentir una gran admiració.
Vil·la Petraia, una vil·la Mèdici que es va convertir en la residència del rei d'Itàlia durant el breu temps de Florència com la ciutat italiana de capital durant 1870, es troba fora de Florència i és la llar d'algunes de les obres més conegudes de Fratellini en pastel. També es poden trobar obres seves a la Galeria Uffizi, gran part d'aquests retrats encarregats per la família Mèdici.

## Professora i mentora
Fratellini va compartir experiència amb altres pintores de la seva època, destacant-ne “Maria Maddalena Gozzi Baldacci” i “Violante Beatrix Siries Cerroti”. Violante Beatrix Siries va substituir Fratellini, després de la seva mort, com a pintora de la cort.

## Autoretrat1720, Galeria dels Uffizi
L'autoretrat de Fratellini, en el qual es representa a si mateixa en l'acte de pintar, conegut com a Autoretrat de 1720, es troba en la Galeria dels Uffizi. Es mostra en el corredor vasariano. En aquest treball, és interessant observar que a pesar que es mostra l'artista treballant la tècnica de l'oli en una miniatura (la de Lorenzo Fratellini, que va morir dos anys abans que la pintora), el treball es va realitzar al pastel. Es representa com una dona de mitjana edat, atractiva i animada.